# Cantonul Blois-2
Cantonul Blois-2 este un canton din arondismentul Blois, departamentul Loir-et-Cher, regiunea Centru, Franța.

## Comune
- Blois (parțial, reședință)
- Cellettes
- Chailles
- Saint-Gervais-la-Forêt